# Монастир Святого Михайла (Гайдельберг)

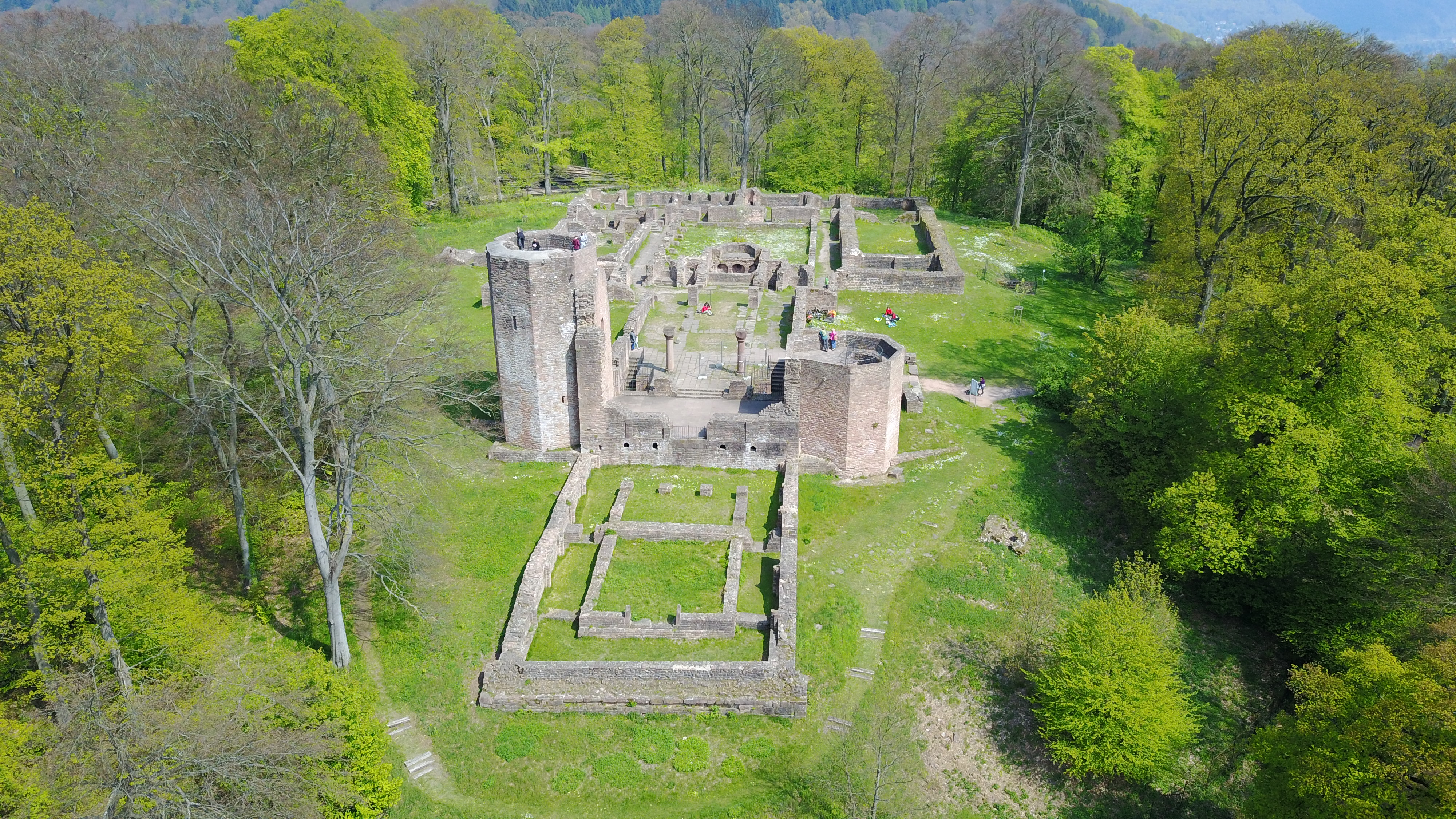
Пташиний вид на Міхаельсклостер із заходу

Монастир Святого Михайла (нім. Michaelskloster) — руїни середньовічного монастиря на горі Гайлігенберг в Гайдельберзі. Монастир був заснований як філія монастиря Лорш у IX столітті на місці давнішого храму і був покинутий у XVI столітті. Дотепер збереглись залишки фундаменту та дві різновисокі вежі.

## Історія

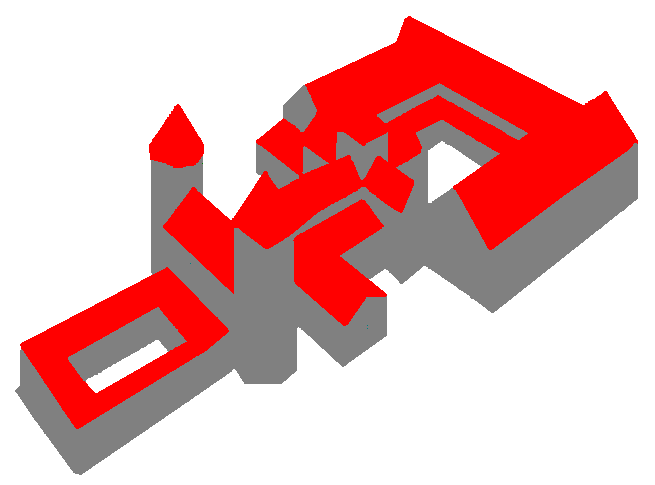
Реконструкція вигляду монастиря

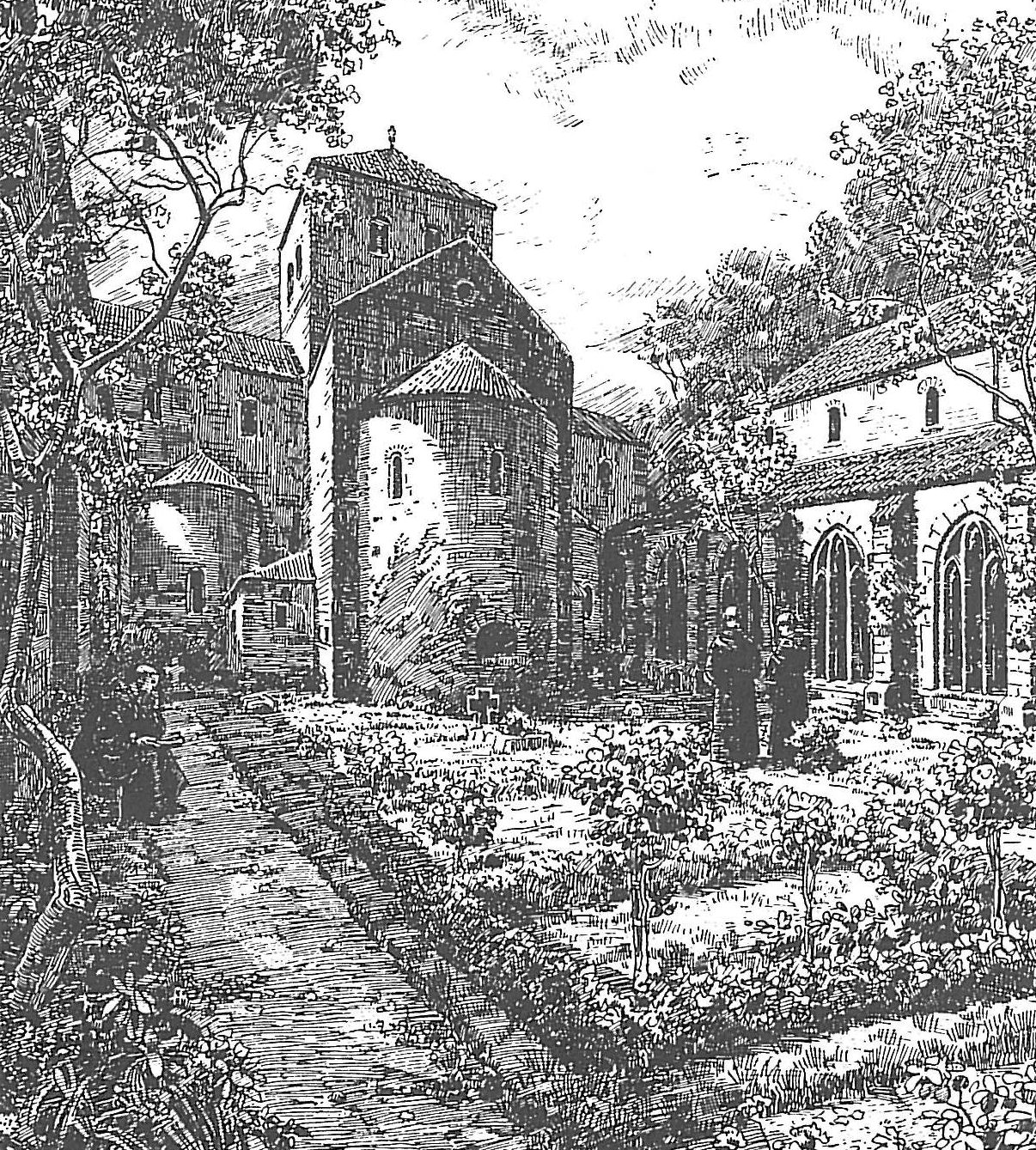
Художня інтерпретація монастирського саду монастиря Святого Михайла

Будівлі на цьому місці існували ще за часів кельтів. Ця місцевість є найвищою точкою на Гайлігенберзі. Існують докази існування римського святилища під руїнами базиліки, яке, судячи зі знайдених написів на камені, було присвячено Меркурію. Розташування римського храму тепер відмічено кам'яними плитами в підлозі нави.
В VII столітті храм вже використовувався християнами, про що свідчать поховання періоду Меровінгів. Абат Тіотрох з бенедиктинського Лоршського монастиря розширив церкву. Будівля монастиря згадується вже в Лоршському кодексі 870 року, але немає жодних археологічних доказів її існування в такий ранній період.
У 1023 році абат Регінбальд, пізніше єпископ Шпаєра, перебудував монастир Святого Михайла та базиліку Святого Михайла з використанням елементів Каролінгів. У 1070 році в монастирі було поховано абата Фрідріха фон Гірсау (надгробок у крипті базиліки), що зробило монастир місцем паломництва.
Під час перебудови монастиря був створений водопровід від джерела на Вайсер-Штайні, який замінив обмілівший Біттерсбруннен як найважливіше джерело води на Гайлігенберзі.
У 1094 році на сусідньому Міхельсберзі, південній вершині Гайлігенбергу, був заснований монастир Святого Стефана. Його будівництво було профінансовано спадщиною учасників Першого хрестового походу (1096—1099).
Бенедиктинський період закінчився, коли в 1226 році архієпископ Майнца зайняв Лоршський монастир. Короткий час обидва монастирі належали цистерціанцям. Потім в них жили премонстранти з монастиря Всіх Святих.

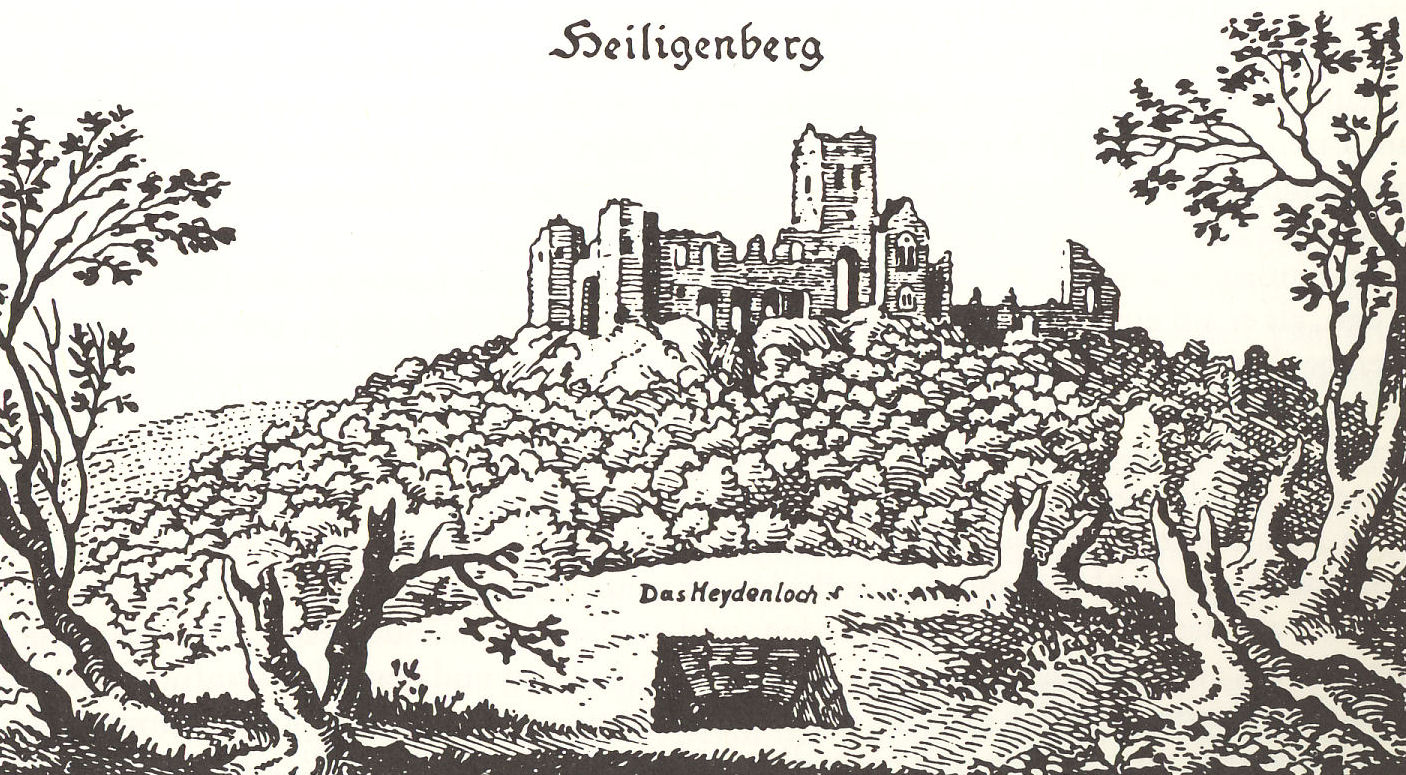
Вид на покинутий монастир Святого Михайла у XVII столітті, гравюра Маттеуса Меріана

Є археологічні свідоцтва пожежі і подальшої реконструкції монастиря. У 1503 році обвалилась дзвіниця базиліки, що, за згадками, спричинило загибель трьох монахів у спальні. Однак, можливо, це не була головна вежа на схід від церкви, оскільки вона все ще дуже детально зображена на мідній гравюрі Маттеуса Меріана (опублікована в 1654 році, оригінал може датуватися 1619 роком) і на ескізі в Книзі курпфальцьких ескізів (ймовірно, ще в XVI столітті). Невдовзі після цього монахи пішли з монастиря, і в 1537 році монастир вже вважався покинутим.
У рамках секуляризації руїни були передані Гайдельберзькому університету, сенат якого в 1589 році вирішив знести монастирі та продати каміння, щоб запобігти поселенню «натовпу» в руїнах. Як показує гравюра Маттеуса Меріана, це рішення, ймовірно, було виконано лише в обмеженій мірі. Сьогоднішній стан руїн пов'язаний з навколишніми фермерами, особливо з Гандшусгайма, які використовували руїни як кар'єр.
На дві вежі в західній частині комплексу можна піднятися як на оглядові майданчики. З вищої північно-західної вежі висотою близько 14 метрів відкривається вид на долину Рейну.